# Piede
Der Piede, ein Längenmaß in Italien, war der Fuß und regional sehr unterschiedlich.
Das duodezimal geteilte Maß hatte als Maßkette:
- Allgemein: 1 Piede = 12 Pollici/Zoll = 144 Linii = 1728 Puncten/Atomi

- Alessandria: 1 Piede = 211,14 Pariser Linien = 0,4763 Meter
- Bergamo (Königreich Lombardo-Venetien): 1 Piede = 12 Diti/Zoll = 0,4378 Meter
- Bologna (Kirchenstaat): 1 Piede = 12 Pollici/Zoll = 0,3801 Meter
- Cremona (Lombardei): 1 Piede = 12 Diti/Zoll = 0,4835 Meter
- Ferrara: 1 Piede = 179,027 Pariser Linien = 0,40385 Meter
- Ionische Inseln: 1 Jarda = 3 Piede = 91,438 Zentimeter
- Lucca (Großherzogtum Toskana): 1 Piede = 0,5899 Meter
- Mailand: 1 Piede = 0,435185 Meter
- Mantua (Königreich Lombardo-Venetien): 1 Piede = 12 Pollici/Zoll = 206,957 Pariser Linien = 0,4669 Meter
- Modena: 1 Piede = 12 Pollici/Zoll = 231,865 Pariser Linien = 0,523 Meter
- Padua: 1 Piede = 0,35739 Meter
- Reggio: 1 Piede di reggio = 0,530898 Meter
- Rom: 1 Piede = 131,919 Pariser Linien = 0,2976 Meter (Römischer Fuß)
- Sardinien: 1 Piede liprando = 0,51377 Meter
- Sardinien: 1 Piede manuale = 2/3 Piede liprando = 0,34251 Meter
- Senigallia: 1 Piede = 247,583 Pariser Linien = 0,558506 Meter
- Treviso: 1 Piede = 180,9115 Pariser Linien = 0,4081 Meter
- Trient: 1 Piede = 162,2 Pariser Linien = 0,3659 Meter
- Udine: 1 Piede = 150,938 Pariser Linien = 0,35049 Meter
- Venedig: 1 Piede/Piede veneto = 12 Once = 144 Linie = 1440 Decimi = 154,1495 Pariser Linien = 0,347735 Meter (1 Meter = 2,875753 Piedi) (Venezianischer Fuß)
- Verona: 1 Piede = 0,34291 Meter